# Bitwa pod Älgarås
Bitwa pod Älgarås – starcie zbrojne, które miało miejsce w 1205 r. niedaleko Älgarås w Västergötland, między rywalizującymi o koronę królewską Szwecji rodami Swerkerydów i Erykidów. 
Bitwa zakończyła się zwycięstwem króla Swerkera II Młodszego. W walce poległo trzech z czterech synów panującego w latach 1167–1196 Knuta Erikssona. Jedynie czwartemu z nich, Erykowi Knutssonowi, udało się uciec do Norwegii, gdzie zdołał zebrać nowe siły i na ich czele powrócić do Szwecji. Swerker II musiał wówczas szukać pomocy w Danii, skąd powrócił na czele dużych wojsk zimą 1207/1208 r. W rozegranej w styczniu 1208 r. bitwie pod Leną Eryk Knutsson odniósł zdecydowane zwycięstwo nad wojskami Swerkera II Młodszego, który utracił koronę i musiał ponownie uciekać do Danii. Swerker II Młodszy poległ w stoczonej w lipcu 1210 r. bitwie pod Gestrilen, ostatniej wielkiej bitwie między rodami Swerkerydów i Erykidów.